# فرانك ك. ريتشاردسون
فرانك ك. ريتشاردسون (بالإنجليزية: Frank K. Richardson) هو محامي وقاضي أمريكي، ولد في 13 فبراير 1914 في ست. هيلينا في الولايات المتحدة، وتوفي في 5 أكتوبر 1999 في ساكرامنتو في الولايات المتحدة بسبب مرض باركنسون.